# Orochelidon andecola
Orochelidon andecola là một loài chim trong họ Hirundinidae.